# Carebara madibai
Carebara madibai  (лат.) — вид очень мелких муравьёв рода Carebara из подсемейства Myrmicinae (Formicidae). Эндемик Африки: Габон, ДРК, Уганда, ЦАР.

## Описание
Мелкие муравьи желтовато-коричневого цвета. Голова крупных рабочих (солдат) очень большая, примерно в 2 раза длиннее своей ширины, спереди шире чем сзади; затылок вогнутый.
Длина тела рабочих составляет около 2 мм (солдаты в 2 раза крупнее), длина головы рабочих равна 0,37-0,45 мм (ширина головы — 0.33-0.41 мм), у солдат 1.19-1.28 мм (ширина 1,09-1,13 мм). Усики рабочих состоят из 9 члеников и имеют булаву из двух вершинных сегментов. Проподеум угловатый с 2 зубцами. Скапус короткий, длина его у рабочих равна 0,26—0,29 мм (у солдат 0.52-0.54). Мандибулы с 5 зубцами. Глаза очень мелкие (у рабочих состоят из 1 омматидия) или отсутствуют (у солдат). Стебелёк между грудкой и брюшком состоит из двух члеников: петиолюса и постпетиолюса (последний четко отделен от брюшка), жало развито, куколки голые (без кокона).

## Систематика и этимология
Вид был впервые описан в 2014 году по материалам из Африки американскими мирмекологами Джорджем Фишером (Georg Fischer; Entomology, California Academy of Sciences, Сан-Франциско, США), Франком Азорза (Frank Azorsa; División de Entomologia, Centro de Ecologia y Biodiversidad, Лима, Перу) и Брайном Фишером (Brian Fisher; Department of Biological Sciences, San Francisco State University, Сан-Франциско). Относят к видовой группе polita species group и трибе Solenopsidini (или Crematogastrini). Вид был назван в честь африканского политика Нельсона Манделы (1918—2013), в народе называемом Madiba.